# Thibaud Chapelle
Pour les articles homonymes, voir Chapelle (homonymie).
Thibaud Chapelle est un rameur français né le 9 mai 1977 à Bron, licencié à l'Aviron Majolan. Membre de l'équipe de France d'aviron, il a été médaillé lors des Jeux olympiques et aux Championnats du monde.

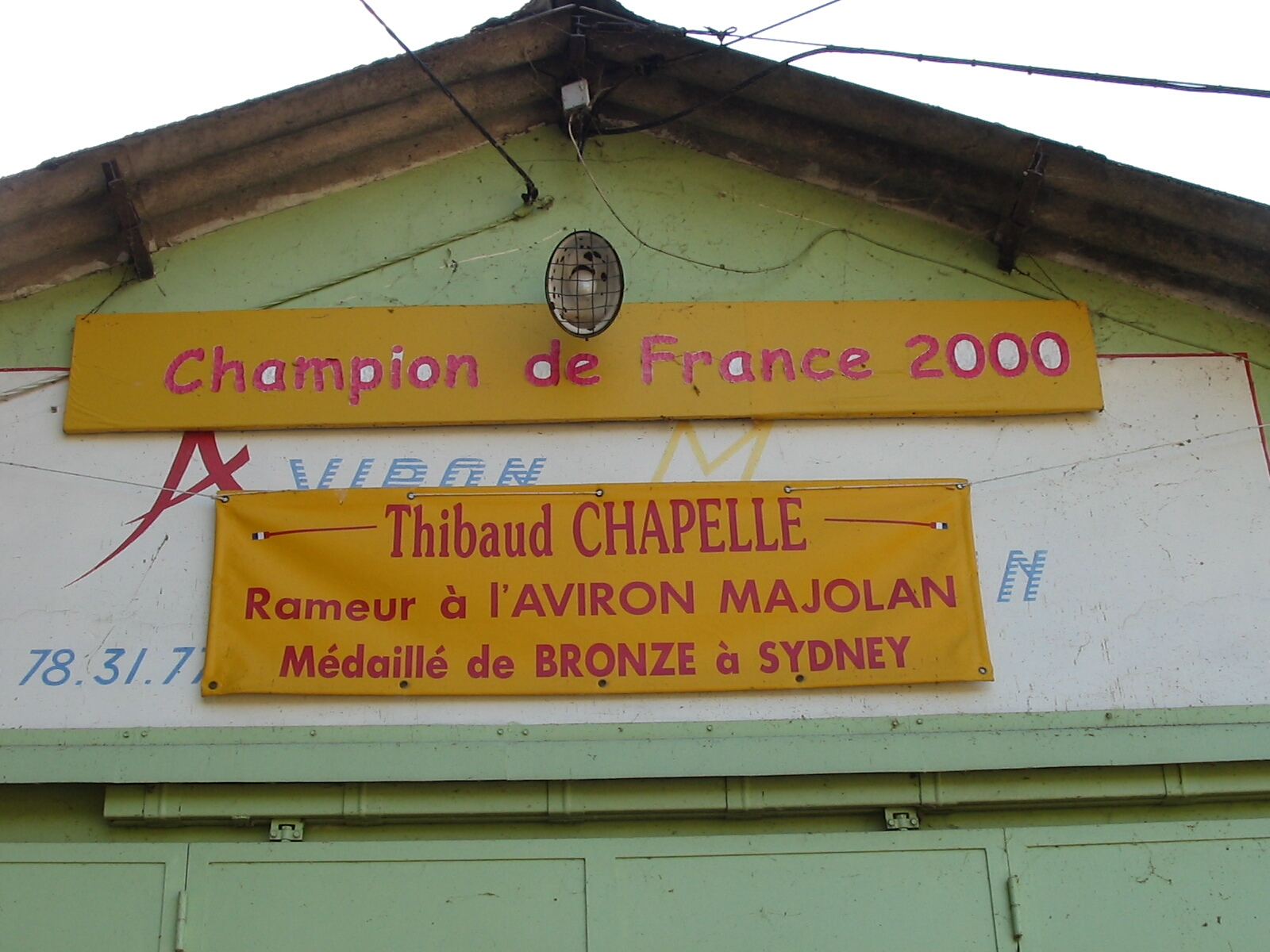
L'hommage du club d'aviron du Grand Large à son champion

## Palmarès

### Jeux olympiques
- 2000 à Sydney,  Australie
  -  Médaille de bronze en deux de couple poids légers avec Pascal Touron[1].

### Championnats du monde
- 2001 à Lucerne,  Suisse
  -  Médaille de bronze en deux de couple poids légers avec Fabrice Moreau.

### Championnats de France
- Champion de France de skiff en 2001 et 2002

## Distinction
- Chevalier de l'ordre national du Mérite [2]